# 日进市
日进市（日语：日進市／にっしんし Nisshin shi */?）是位於日本愛知縣中部的行政區劃，轄區位於尾張丘陵內，西與名古屋市相接，天白川自東向西穿過轄內大部分區域。

## 人口
1970年代名古屋市營地下鐵鶴舞線及名古屋鐵道豐田線先後通車後，使得日進市可以利用這兩條路線直接進入名古屋市區，促使本地人口開始快速成長。
| 日进市人口分布圖 |                                               |  |
| 日进市與日本全國年齡別人口分布比較圖 （2005年資料） | 日进市的年齡、男女別人口分布圖 （2005年資料） |  |
| ■紫色是日进市 ■綠色是全国 | ■藍色是男性 ■紅色是女性                       |  |
| 日进市人口變化 \| 1970年 \| 21,486人 \| \| \| 1975年 \| 32,732人 \| \| \| 1980年 \| 41,024人 \| \| \| 1985年 \| 44,802人 \| \| \| 1990年 \| 50,335人 \| \| \| 1995年 \| 60,311人 \| \| \| 2000年 \| 70,188人 \| \| \| 2005年 \| 78,591人 \| \| \| 2010年 \| 84,237人 \| \| \| 2015年 \| 87,977人 \| \| \| 2020年 \| 91,520人 \| \| |                                               |  |
| 資料來源：日本總務省統計中心提供之人口普查數據 |                                               |  |
| 1970年 | 21,486人                                      |  |
| 1975年 | 32,732人                                      |  |
| 1980年 | 41,024人                                      |  |
| 1985年 | 44,802人                                      |  |
| 1990年 | 50,335人                                      |  |
| 1995年 | 60,311人                                      |  |
| 2000年 | 70,188人                                      |  |
| 2005年 | 78,591人                                      |  |
| 2010年 | 84,237人                                      |  |
| 2015年 | 87,977人                                      |  |
| 2020年 | 91,520人                                      |  |

## 歷史
本地過去在令制國時代屬於尾張國山田郡，在大約16世紀中以後由於山田郡被廢除，改被劃入愛知郡；在15世紀至16世紀期間，在此曾建有岩崎城，由於位於尾張國與三河國之間，曾發生多次戰役，在16世紀末的小牧、長久手之戰中也一度成為岩崎城之戰的戰場。
17世紀進入江戶時代後，全域都成為尾張藩的領地，19世紀實施廢藩置縣後本地改隸屬名古屋縣，在1872年的第一次府縣整併後隸屬新整併而成的名古屋縣，而名古屋縣在四個月後更名為愛知縣。
1889年日本實施町村制，現在的日進市在當時分屬香久山村、白山村、岩崎村三個行政區劃，在1906年愛知縣的町村整併中，這三村被規畫整併為一個新的行政區劃，在決定合併後的新名稱時，參考前一年在日俄戰爭中大為活耀的日進號裝甲巡洋艦名稱，取其「大日本帝國追越世界列強」的寓意，命名為「日進村」。
此後日進村在1958年升格改制為日進町，1990年人口數突破五萬人後，又於1994年再升格為日進市。

### 變遷表
| 1889年10月1日 | 1889年 - 1944年            | 1945年 - 1954年            | 1955年 - 1989年           | 1989年 - 現在              | 現在                       |
| ------------- | -------------------------- | -------------------------- | ------------------------- | -------------------------- | -------------------------- |
| 香久山村      | 1906年5月10日 合併為日進村 | 1906年5月10日 合併為日進村 | 1958年1月1日 改制為日進町 | 1994年10月1日 改制為日進市 | 1994年10月1日 改制為日進市 |
| 白山村        | 1906年5月10日 合併為日進村 | 1906年5月10日 合併為日進村 | 1958年1月1日 改制為日進町 | 1994年10月1日 改制為日進市 | 1994年10月1日 改制為日進市 |
| 岩崎村        | 1906年5月10日 合併為日進村 | 1906年5月10日 合併為日進村 | 1958年1月1日 改制為日進町 | 1994年10月1日 改制為日進市 | 1994年10月1日 改制為日進市 |

## 交通

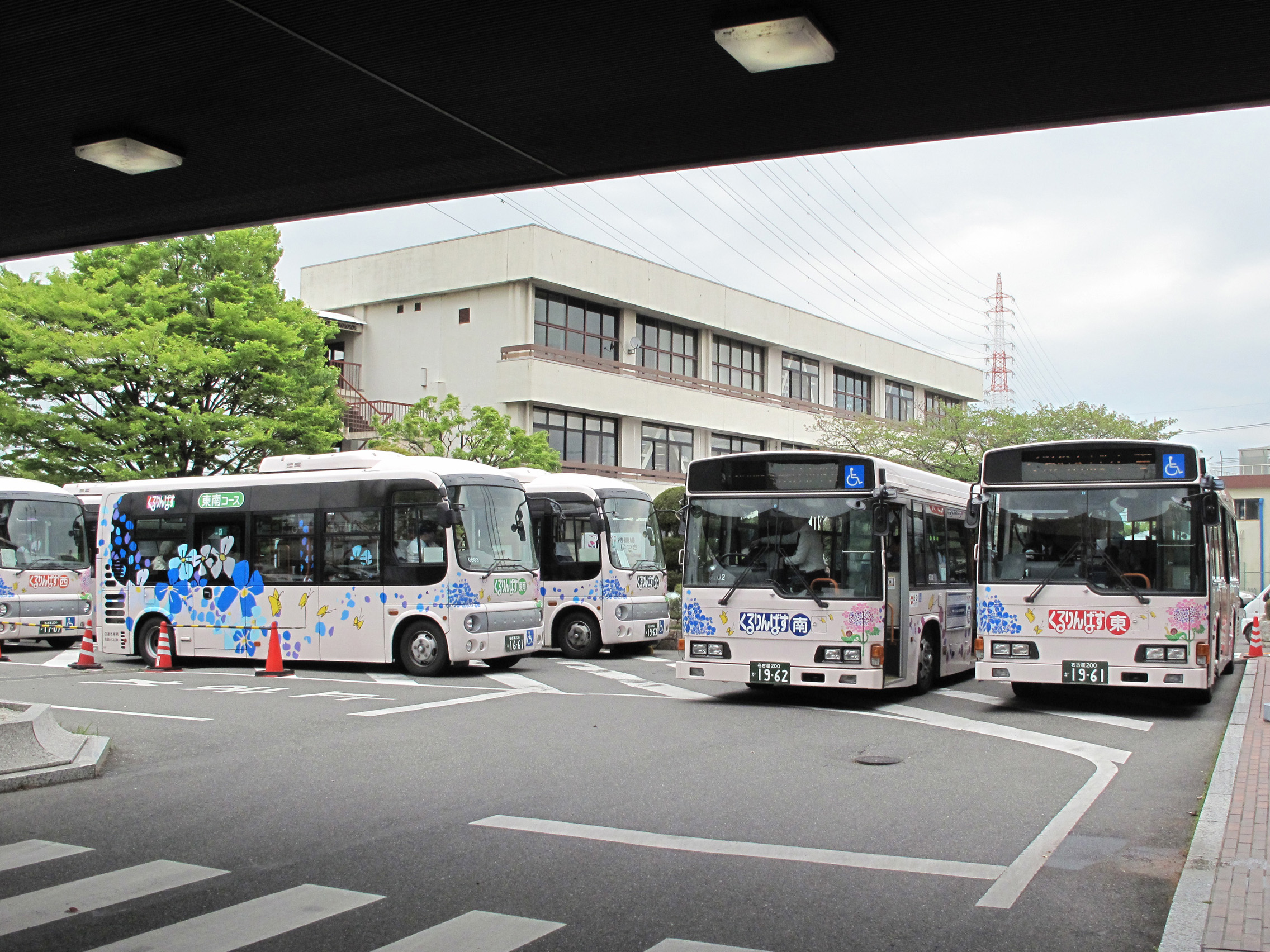
停靠於日進市政府旁的Kururin巴士車輛

日進市內的赤池車站是名古屋市營地下鐵唯一在名古屋市以外的車站，而名古屋市營地下鐵鶴舞線與名古屋鐵道豐田線的列車是可以相互直通運行，因此自日進車站無須換乘可在約四十分鐘內抵達名古屋市的市中心。
連結東京至名古屋的東名高速公路自日進市的東部通過，但目前在轄內並未設有交流道，必須自北側名古屋市名東區的名古屋交流道，或是南側三好市的東名三好交流道離開高速公路後再經平面道路進入市內；不過目前在東鄉休息區已開始增建智慧交流道，預定可在2024年後啟用。
市內的客運路線主要由名鐵巴士所經營，但其在日進市內的路線主要以北側長久手市的長久手古戰場車站及名古屋市的星丘車站和藤丘車站為樞紐再接入日進市內，而以市內赤池車站為樞紐的路線則大多是駛往南側的東鄉町；日進市委託名鐵巴士營運的社區巴士Kururin巴士則是以市政府為轉運中心，在市內共開設七條路線。

### 鐵道
- 名古屋市營地下鐵
  - 鶴舞線：（←名古屋市天白區） - 赤池車站 - （可直通名古屋鐵道豐田線）
- 名古屋鐵道
  - 豐田線：（可直通名古屋市營地下鐵鶴舞線） - 赤池車站 - 日進車站 - 米野木車站 - （豐田市）

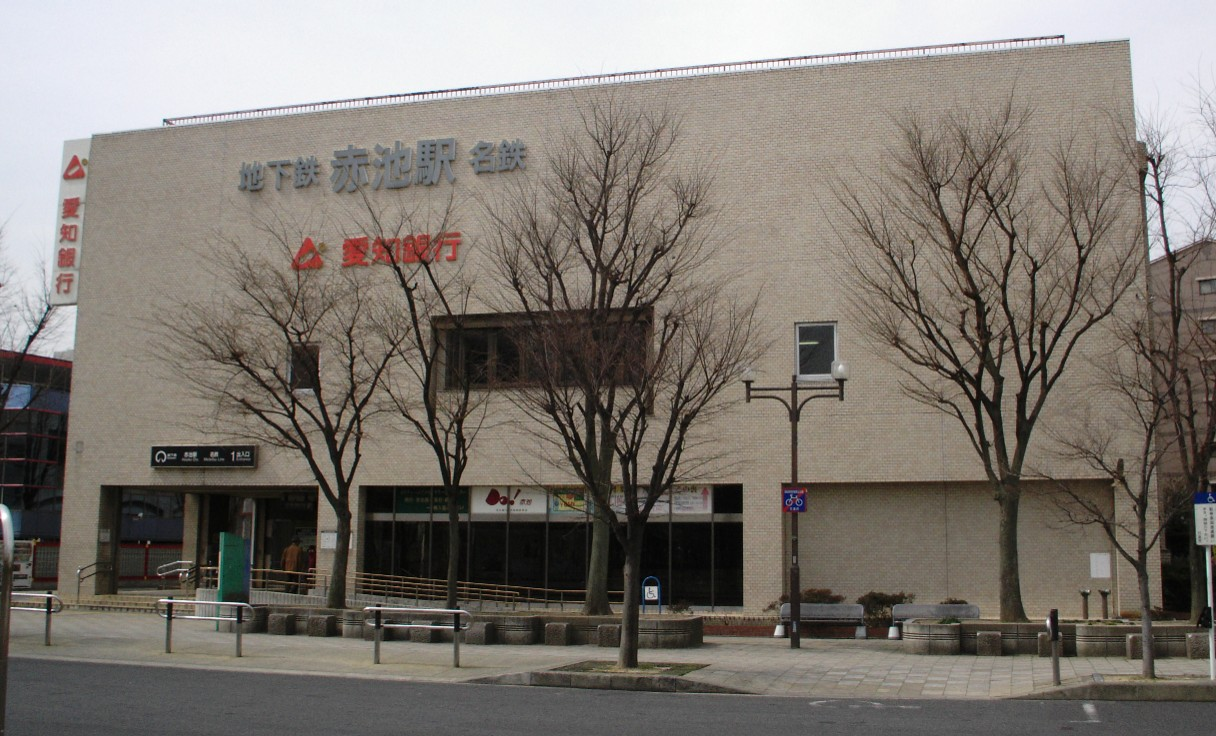
赤池車站
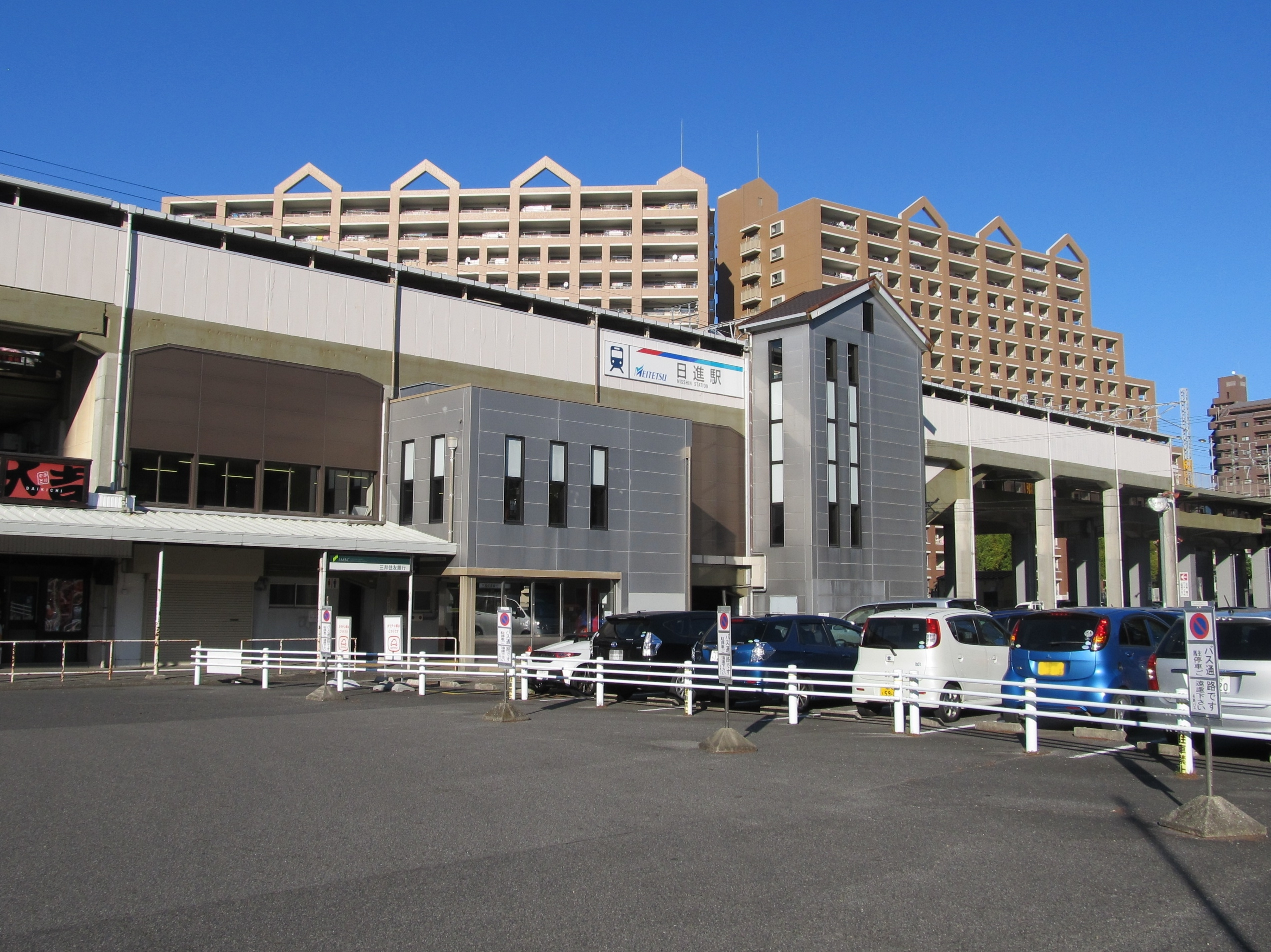
日進車站
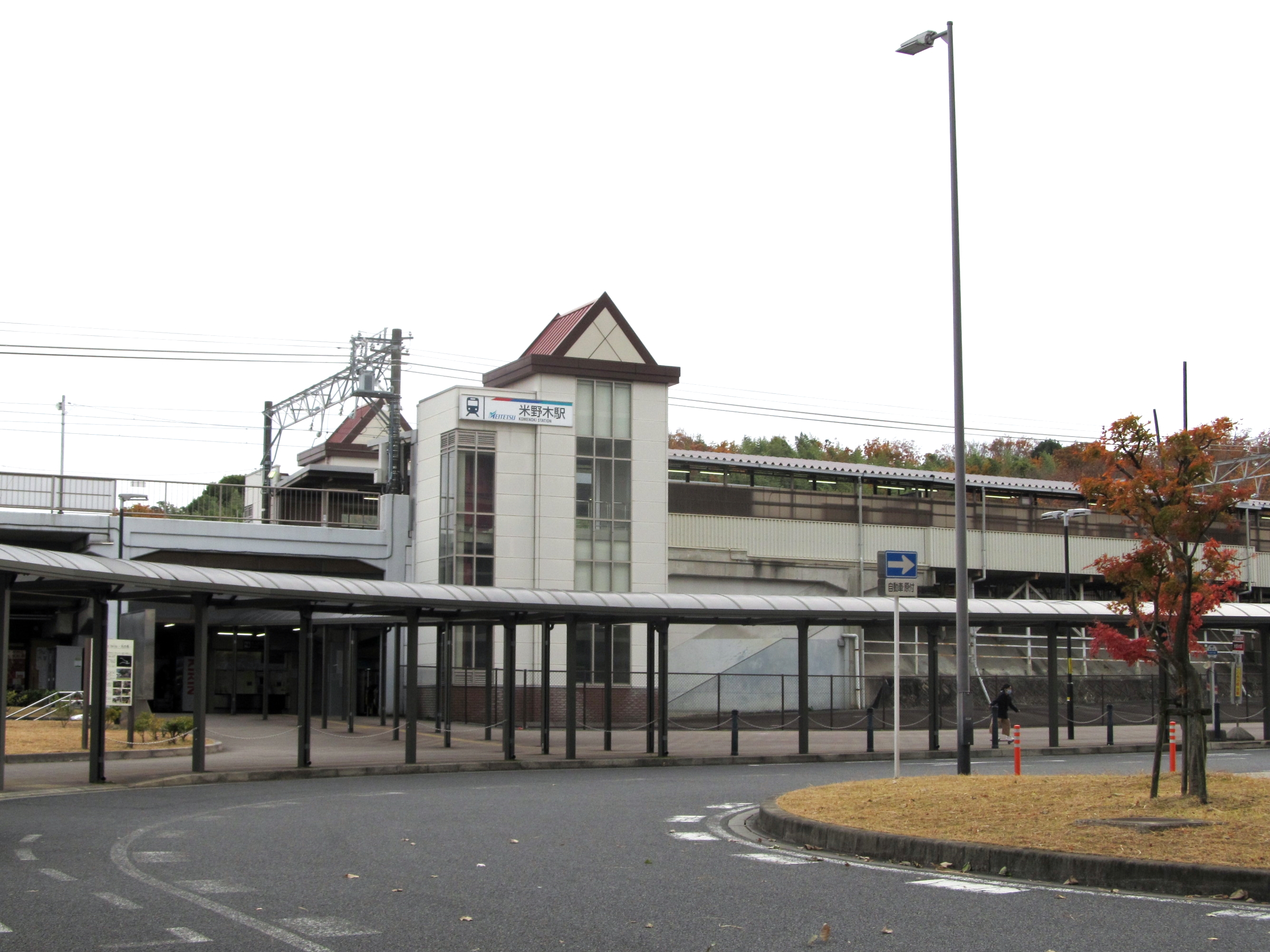
米野木車站

### 公路
高速公路
- 東名高速道路：（三好市） - 東鄉休息區（日语：東郷パーキングエリア） - 日進系統交流道（日语：日進ジャンクション） - （長久手市）
- 名古屋瀨戶道路（日语：名古屋瀬戸道路）：日進系統交流道 - （長久手市）

## 觀光資源
曾在小牧、长久手之战中遭到攻防的岩崎城雖然早在17世紀初已被廢棄，該區域現在已被規劃為岩崎城遺址公園，在公園內也有在1987年再建的模擬天守，在一旁也有岩崎城歴史紀念館展示相關的歷史文物。
位於野方町地區的舊市川家住宅為18世紀自愛知郡植田村（位於現在的名古屋市天白區）遷建至此的屋，一直到1998年都仍作為住宅使用，2012年屋主將其連同周邊的附屬建築及農田一同捐贈給日進市政府，現已被列為登录有形文化财並對外開放參觀。
名古屋市營地下鐵在其日進工廠設置了復古電車館，其內展示了三台過去地鐵以及在路面電車時期所使用的車輛及名古屋地鐵相關資料。

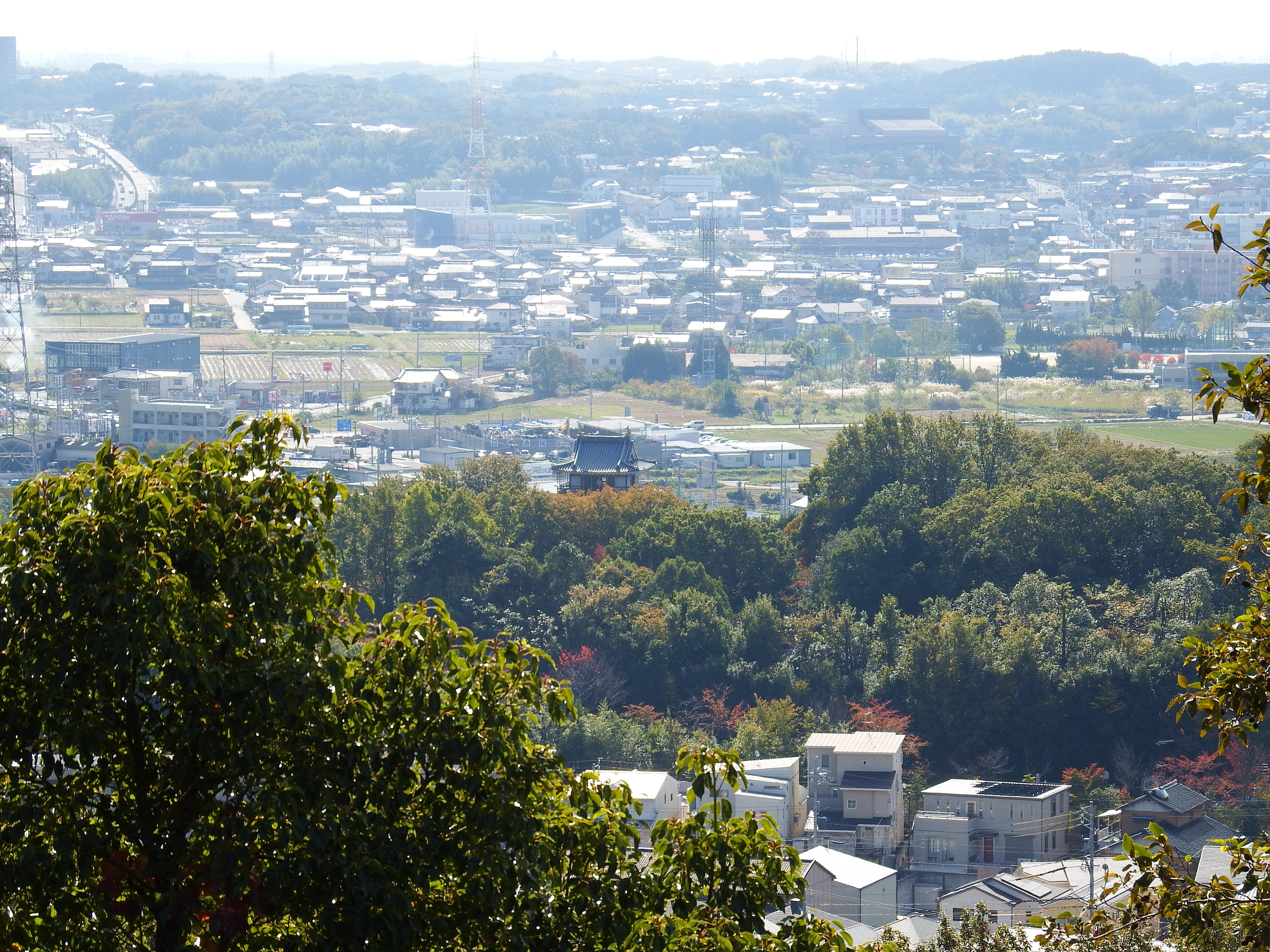
在岩崎城模擬天守上見到的日進市市區
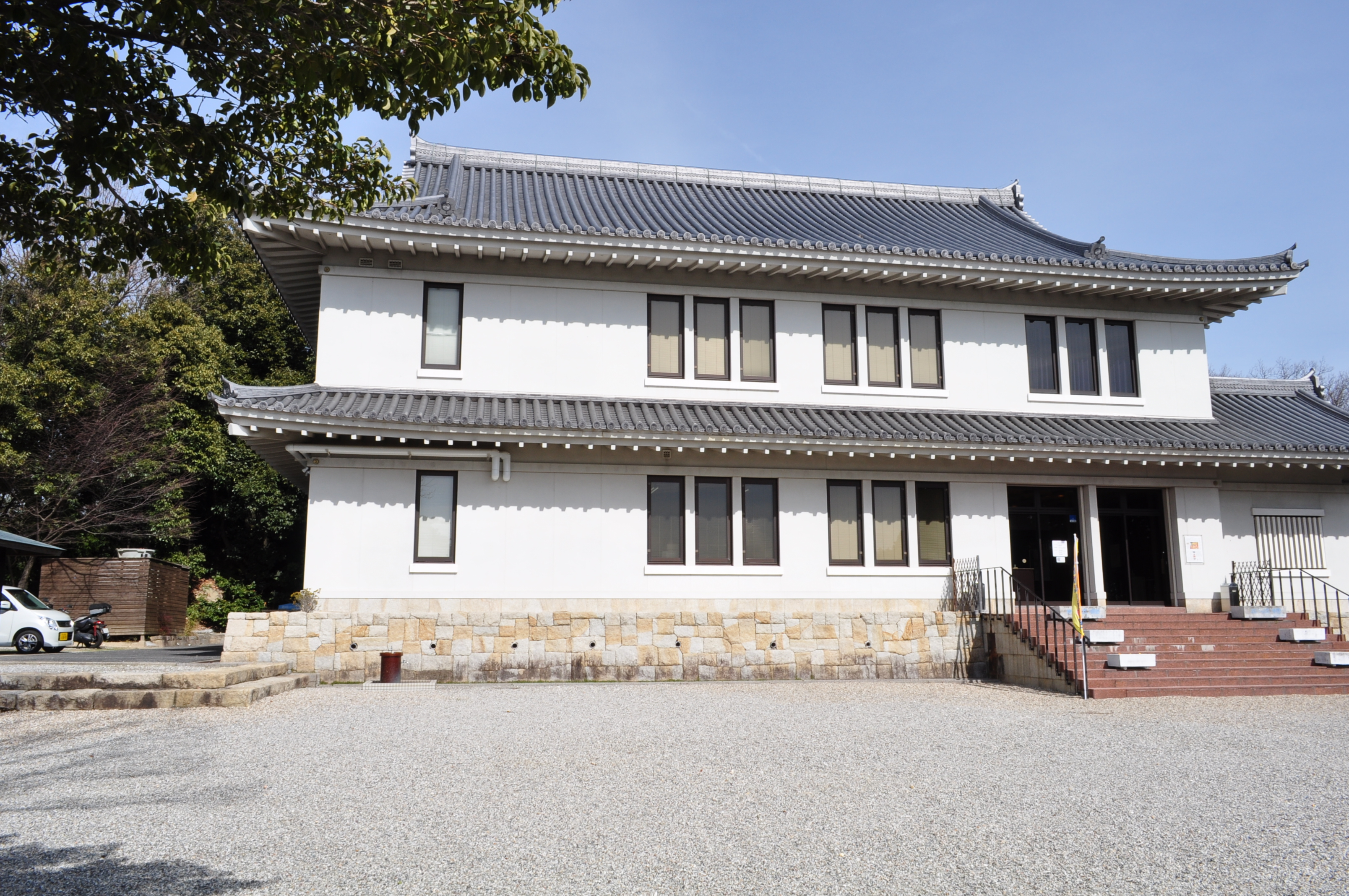
岩崎城歴史紀念館
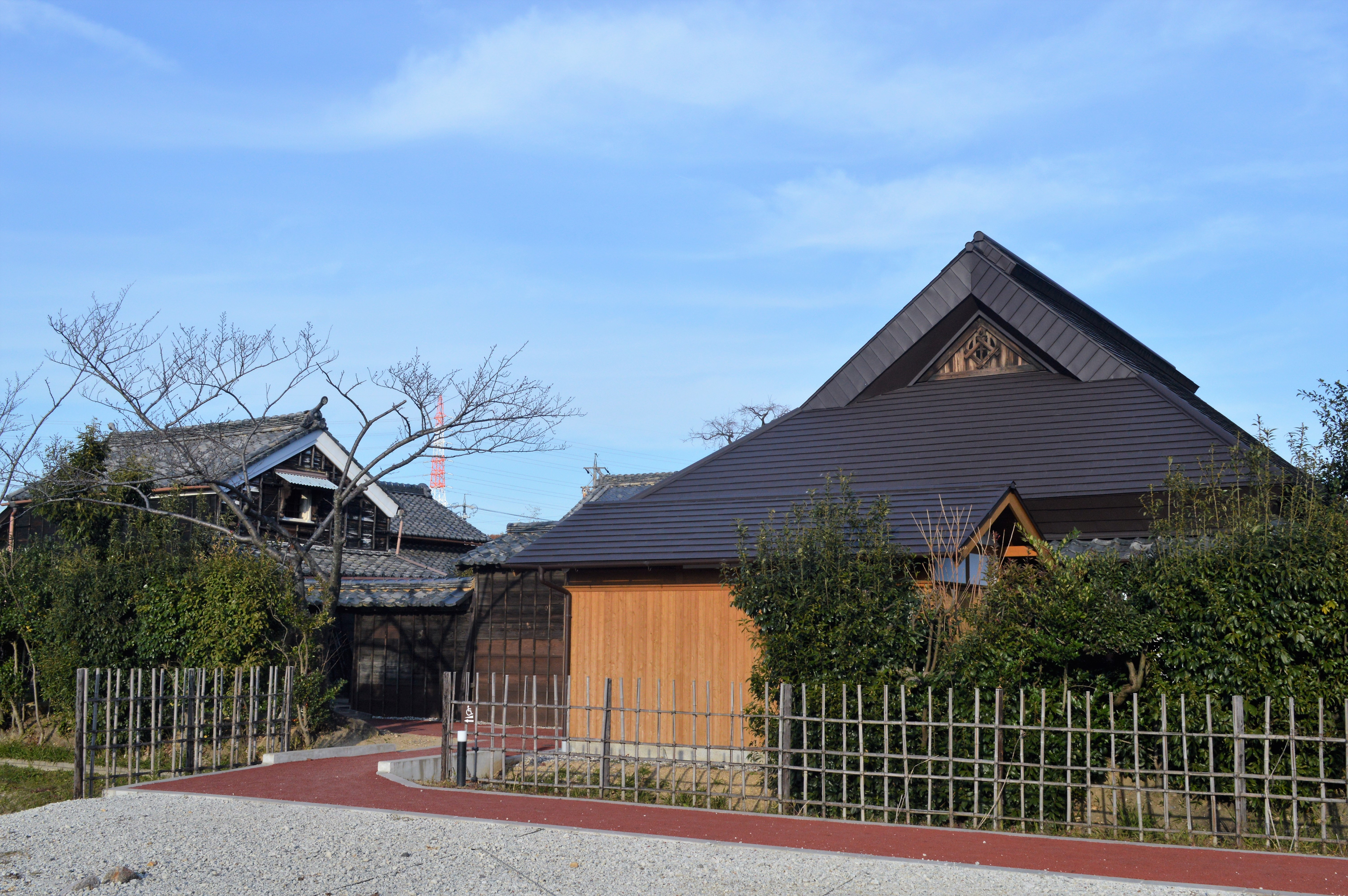
舊市川家住宅主屋
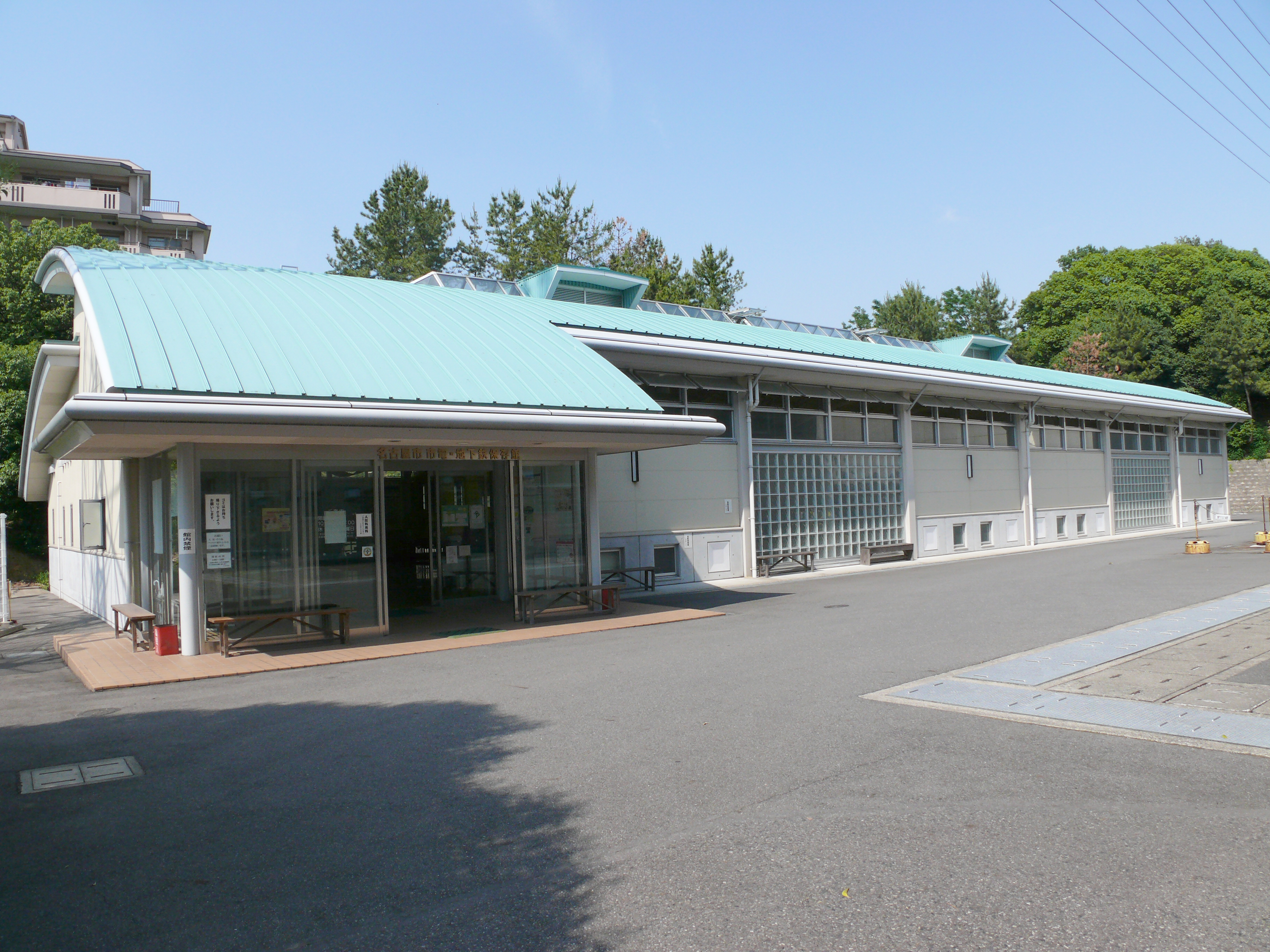
復古電車館外觀

## 教育
在日進市內有多達五所高等教育學校，包括愛知學院大學日進校區、椙山女學園大學日進校區、名古屋商科大學、名古屋學藝大學日進校區、名古屋外國語大學，此外愛知東邦大學、中部大學、名城大學在日進市內也擁有相關設施。

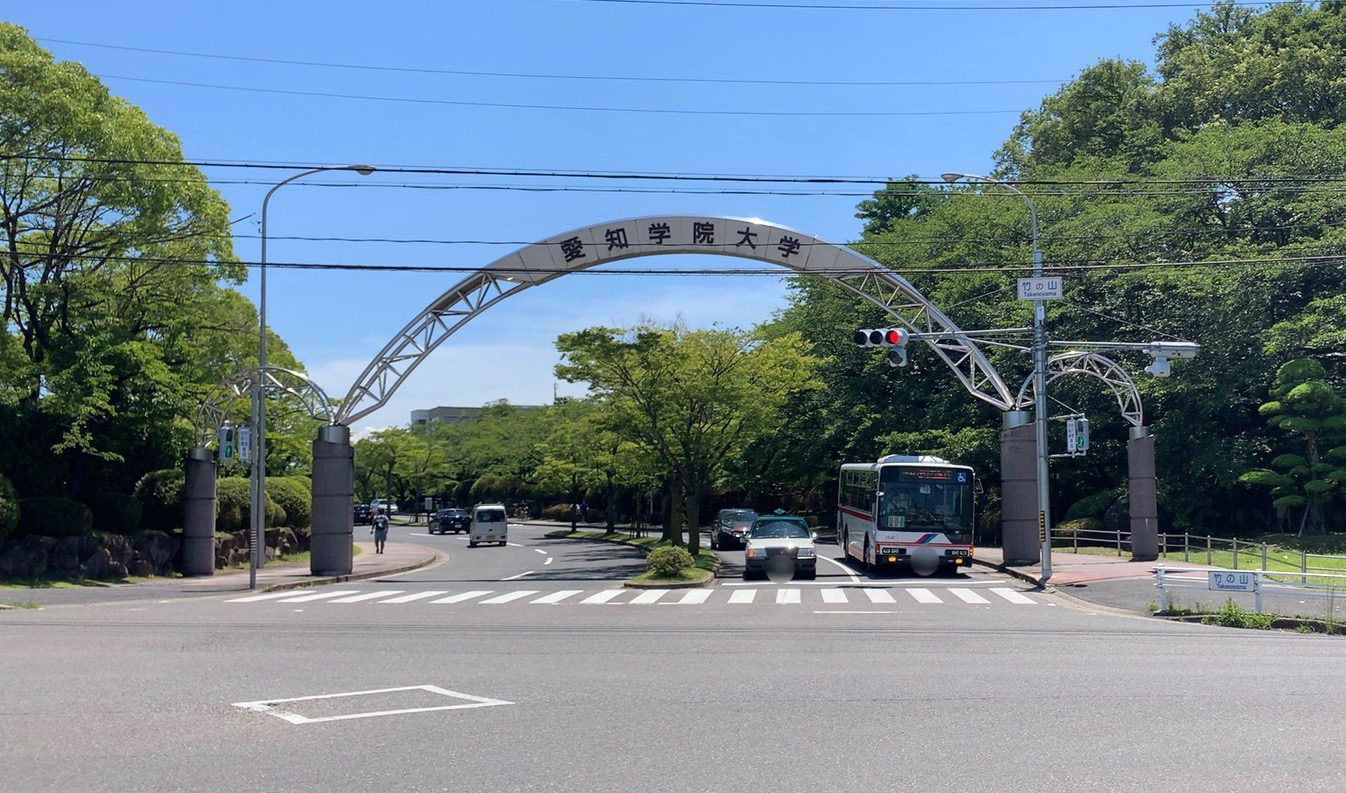
愛知學院大學校門
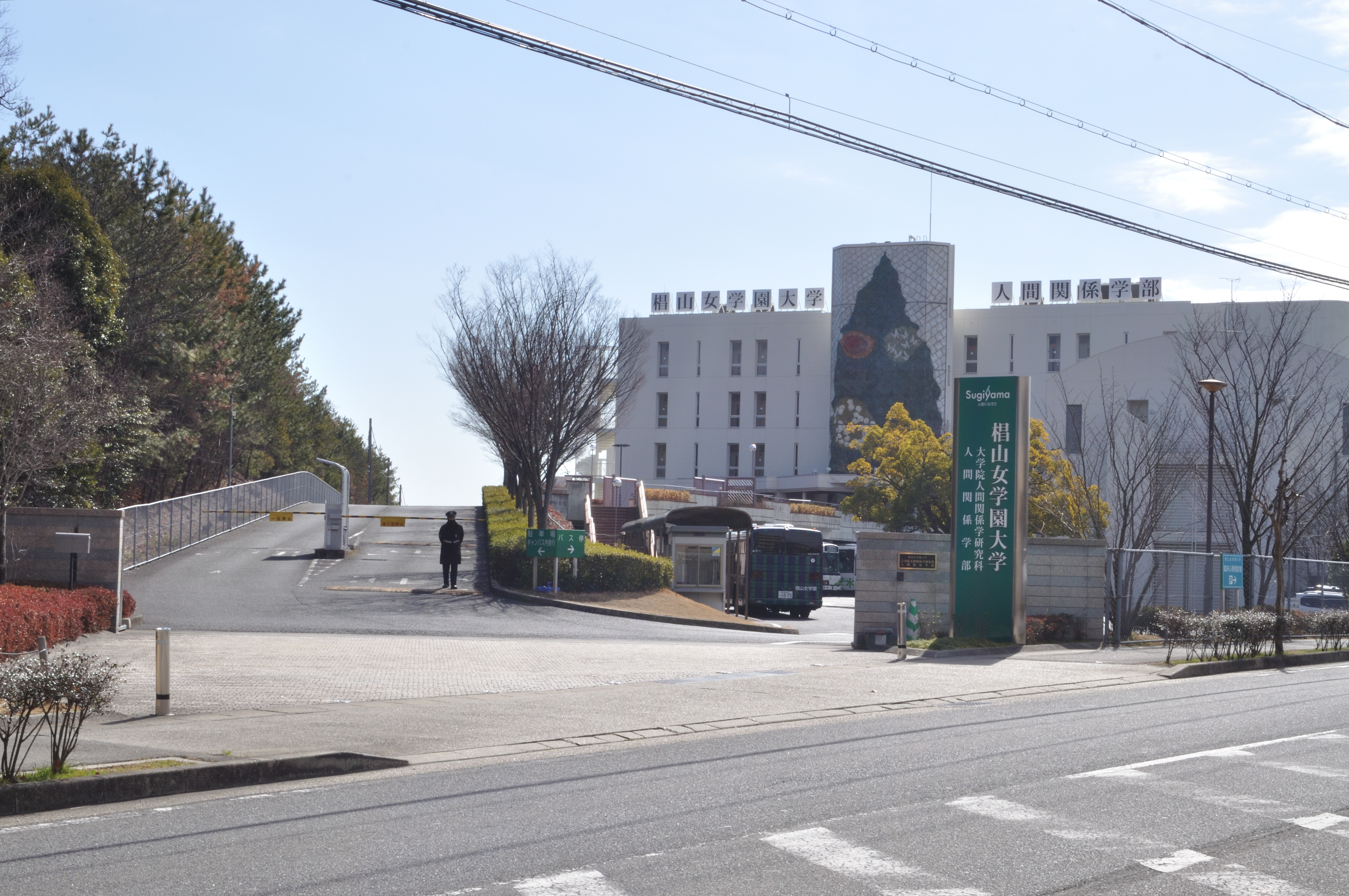
椙山女學園大學日進校區
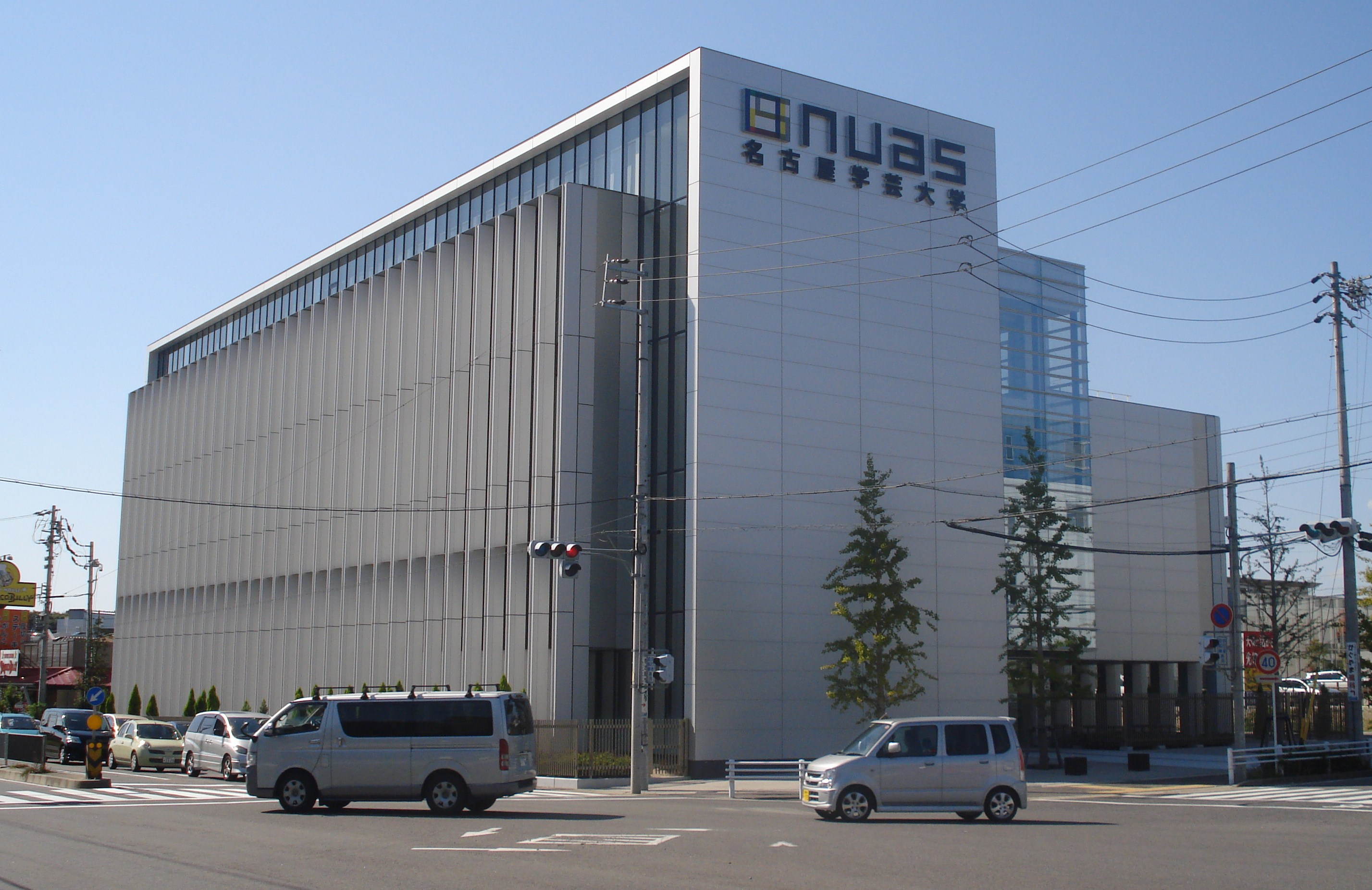
名古屋學藝大學

## 姊妹、友好城市

### 海外
- 欧文斯伯勒（美國肯塔基州戴維斯郡）
兩地於2007年締結為姊妹城市。[18]

### 日本
- 木祖村（長野縣）
兩地於1992年締結為友好都市。[19]
- 志摩市（三重縣）
兩地於2014年締結為友好都市。[20]